# 重裝武器
《重裝武器》（官方略稱HO）為鐮池和馬所撰寫的日本輕小說。插畫為凪良。2009年10月出版第1卷，至2020年9月已出版18卷。
2014年10月發布了本作品將動畫化的消息。2015年8月15日在Comic Market 88發表的宣傳影片，公佈電視動畫在2015年10月播出。

## 概況
《魔法禁書目錄》作者鐮池和馬的第二部長篇作品。內容講述戰爭形態以及世界情況大幅度轉變的未來舞台中，以超大型兵器「OBJECT」構成的科幻戰爭作品。
與一般的RPG相似，內容結構講述主人公單人匹馬與強大的OBJECT進行戰鬥，作者稱本作以擊破敵人時的爽快感為本作的重點，作為主人公的兩個少年通過自己的智慧和小道具擊破敵人的戰鬥為故事的主軸。

## 概要
充滿戰爭的未來，重複又重複的殺戮中，存在著一架架超大型兵器OBJECT。以設計OBJECT為理想的學生庫溫瑟以派遣留學生的身份親自到戰場去，在那裡和OBJECT的操縱者ELITE公主殿下相遇，並且在一次作戰後，與夥伴賀維亞一同以士兵的身份對抗超大型兵器OBJECT。

## 登場人物

### 主要角色
庫溫瑟·柏波特吉（Qwenthur Barbotage，聲：花江夏樹）
本作的主人公。正統王國的平民學生。17歳。
擁有及肩金髮、一副少女臉的少年。原本在安全國內以平民身份過著幸福的生活，但為了能夠過著比下級貴族更富有的生活而以OBJECT設計師為目標，而達成此理想最佳的方法便是參與戰地派遣留學。
有著在最高學府「王立技術學院」學習的知識，卓越的觀察力，在安全國學校中學習過炸藥的知識技巧，精通著炸彈的處理應用。被分配到第37機動整備大隊，非正規軍人，因此不允許隨身攜帶槍械(曾被賀維亞吐槽不能攜帶槍械卻容許攜帶炸藥)，在非戰鬥時會以留學生身分的參與著各種OBJECT的維護項目，在戰鬥時就被當成工兵使喚。
在阿拉斯加嚴寒雪冬中將敵對「信心組織」的OBJECT水黽（WATER STRIDER）破壞而震驚全球，從那以後和賀維亞一同在世界各地參與作戰，兩人一起被媒體暱稱「屠龍者兩人組」。瞬間判斷事態的能力非常出色，通過自己學得的知識尋找出敵方OBJECT的弱點向夥伴作出指示以得到勝利，思想亦非常跳脫常規及危險，曾被克蕾兒評論「如果讓他成為OBJECT設計師，會把現在的OBJECT由第二世代，一口氣推進至第七世代」。
由於是歷史上第一個人類以自己的力量擊破OBJECT而聞名於全世界，也曾被認為是重新激起游擊隊與恐怖份子鬥志的危險人物，以「不使用OBJECT打倒OBJECT」的戰果為世界各處帶來影響，和賀維亞一起被媒體暱稱「屠龍者兩人組」。
在阿拉斯加的戰鬥中，因為不顧一切的救出米琳達（公主殿下）而獲得她的好感，不過本人卻完全沒有察覺。
擅長運用演技騙倒對手，曾以此騙過呵呵呵，甚至以虛構事實離間她和「情報同盟」的關係，令重視情報的「情報同盟」軍在情報戰上吃上敗仗，因此被呵呵呵和「情報同盟」軍的寄予高度重視而想拉攏，也是被戰地八卦記者們關注的對象。之所以想成為OBJECT設計師賺大錢的真正理由，是為了獲得足以讓自己絕對不會因為意外而家道中落的財富。
在第六卷中，由於在之前的作戰中為破壞對手的OBJECT而失去了要保護的目標，加上過去建立讓軍方為難的戰功，因此和賀維亞一起被流放至負責閒職的部隊，卻又立即惹起事端，因此再被流放至懲罰部隊，但在危險的作戰中活下來，因此被派往其他部隊，最後由於牽涉伏特加王室的王位繼承問題，成為燙手山芋，而且上層害怕隨便讓二人退役會產生嚴重問題，在沒有任何部隊願意收留的情況下，歸建第37機動大隊。
賀維亞·溫切爾（Havia Winchell，聲：石川界人）
庫溫瑟的搭檔，“正统王国”貴族溫切爾家族嫡子，軍階為上等兵，為了有足夠的功績繼承家業而加入軍隊，完成半年訓練課程後配屬至正統王國第37機動大隊出任雷達分析官，但實際上都在最前線執行步兵任務。由於是正規軍人，因此比庫溫瑟更熟悉步槍等武器。另外，在故事中展現出足以擔當特種兵的能力，不論是狙擊、爆破、潛入、強行壓制等工作，全都能順利完成。在不牽扯上OBJECT的戰鬥或是事件中表現堪稱萬能。也因為能力太過全面而導致他經常被使喚來使喚去。
與范德堡家千金有婚約，進入軍隊累積功績繼承家業的其中一個原因就是要結束兩個家族間的惡鬥。有十幾個姐妹，但因未婚妻問題，親人間的關係都不是很好。
在故事中經常表現出貪生怕死、消極的思想，總是站在常識性的角度否決庫溫瑟的突發奇想，但最後總是陪著他一起冒險，而庫溫瑟也視賀維亞的消極想法為對自己的不顧安全的瘋狂想法的一道「剎車」。
有未婚妻又家財萬貫，甚至還有女僕軍團，常被嫉妒但自己卻不覺得好，也從不運用貴族的力量。
有被虐頃向，喜歡被踐踏，與未婚妻的感情事被庫溫瑟戲稱為現代版羅密歐與茱麗葉
在第六卷中，由於在之前的作戰中為破壞對手的OBJECT而失去了保護的目標，加上過去建立讓軍方為難的戰功，因而和庫溫瑟一起被流放至負責閒職的部隊，卻又立即惹起事端，因此再被流放至懲罰部隊，但在危險的作戰中活下來，因此再被派往其他部隊，最後由於牽涉伏特加王室的王位繼承問題，成為燙手山芋，而且上層害怕隨便讓二人退役會產生嚴重問題，在沒有任何部隊願意收留的情況下，歸建第37機動大隊。
米琳達·白蘭丁尼（Milinda Brantini，聲：鈴木繪理）
“正统王国”OBJECT的ELITE之一，正統王國第37機動大隊ELITE，軍階為中尉，14歲。對庫溫瑟有好感，並幾乎敵視對庫溫瑟親近的女性(必須親眼看見之下)，都因此經常與喔呵呵針鋒相對。目前駕駛的是第一世代的貝比麥格農（Baby Magnum），以7門主砲靈活切換來戰鬥。
芙蘿蕾緹雅·卡彼斯特拉諾（Frolaytia Capistrano，聲：伊藤静）
“正统王国”第37機動大隊指揮官，軍階為少校，13歲從軍，現今18歲，巨乳，銀髮淺紫色眼睛，和賀維亞一樣是貴族身分。喜歡蒐集日式物品的哈日族，使用髮簪，時常咬著煙管，連辦公室都被改造成和式。由於出身自極端的男系家族，幾乎沒有女性出生，因此在貴族間被傳為「100%會生出男性的血緣」而成為與其他貴族政策婚姻的重要籌碼，為了逃離而自願從軍到最前線。

### 正統王國
文美·樱花（Ayami Cherryblossom，聲：横尾真理）
“正统王国”第37機動大隊OBJECT整備主任，被其他人稱呼為婆婆，除了整備業務外也指導庫溫瑟OBJECT相關知識。
50多年前仍是跳級高材生，完整經歷過聯合國崩毀和OBJECT崛起的的時代，並對其歷史內幕有一定的瞭解。
當年帶著女兒女婿一家人從資本企業領域中的日本列島逃亡至正統王國。
式部／家和／织姬（聲：葉山郁美、柳田淳一、水瀨祈）
婆婆的女兒、女婿、孫女。當年女兒和女婿因在資本企業地盤進行慈善事业，主要活动是将产量稳定的农业技术输出到食粮短缺区域。当时的广告词：「只要午餐的便利商店便当不要吃那么高级，就能帮助为作物歉收而苦的人们」引起大型便利商店集团不滿，而被視为情报恐怖攻击，利用言论对经济造成重大打击，差点遭到警察的反恐部队狙击，目前住在正統王國维多利亚岛东岸的移民都市。
范德堡家的千金（Vanderbilt，聲：内田真禮）
本名不详，是范德堡家的独生女。賀維亞的未婚妻，雖然兩家都不承認兩人的婚事。
與賀維亞互相喜歡，在賀維亞他們於南極壓制戰爭在千鈞一髮之際阻止了恐怖份子想要利用雷射砲攻擊當時在月面高級別墅的她之後的些許片段，在電話中對賀維亞表示感謝。賀維亞與她約定，等到他積纘到足夠的威望以繼承家業時，到時再舉行婚禮。
弗莱德（Flide，聲：大林隆介）
“评议会”的一员，负责“正统王国”军的ELITE的养成部门管理。由于在大洋洲违反的军令而被革职。但之後越獄逃跑后，将“情报同盟”的“真实之镜”程序盗出，扰乱公主殿下的思维，为了让解除方法彻底消失，自愿葬身于贝比麦格农的炮口下。
席瓦克斯（Seawax，聲：小山力也）
在大洋洲闯过祸的摄影师。后来做了“正统王国”军的战地记者。
艦長（聲：斧篤）
正統王國海軍陸戰隊所屬，強襲揚陸空母·沙勒邁恩的艦長。在伊瓜蘇山區炮擊戰中，在基礎區域構築的輸送任務中協助第37機動整備大隊。
哈爾利德·柯巴卡柏纳（Halreed Copacabana，聲：竹内良太）
“正统王国”第52机动修护大队的ELITE，驾驶的是第二世代的“光耀蝗虫”，军阶是少校。
薇拉妮·沙羅諾（Bilany Saronno，聲：高橋未奈美）
“正统王国”第52机动修护大队最前线斥候小队的下士。
史達卡特·瑞隆（Staccato Raylong，聲：松本忍）
“正统王国”的王牌飞行员，執着於過時的戰鬥機，不忘記英雄主義的浪漫主義者。代号“燃烧阿尔法”（Burning α）。擅长使用“瞄准重制”控制飞向错误方向的导弹来耍弄敌机。在亞馬遜的總力戰中搭乘了強襲揚陸航母查理曼，展現了奇蹟般的空戰技術。
摩妮卡（Monica，聲：大久保瑠美）
贵族出身的一名白金发的任性少女，就读于王立技術學院，"CS☆军事频道"能歌善杀的偶像战地记者，身穿白与粉色的迷彩服，作为战地记者经常采访各大组织，但本人毫无军事技术与经验。
与库温瑟是青梅竹馬，年幼时家道中落，与家人逃亡之际被库温瑟的父亲隐藏。雖說對軍事一竅不通，但對於是庫溫瑟所摧毀的OBJECT其相關資料卻是無所不知。
夏洛特·祖牧（Charlotte Zoom，聲：大西沙織）
隶属于“正统王国”“黑军服”的一员是從事督戰任務，理智而冷靜，認真而有些不知變通的委員長類型。平民，為了督戰而造訪第37機動整備大隊時，在芙蘿蕾緹雅的邀請下參加堪察加半島夜間奇襲閃電戰並和库温瑟一起行动，並一同參與了使偵察UAV無力化的妨礙程序散布任務。
明莉（Myonri，聲：本渡楓）
隶属于“正统王国”第三七机动修护大队的士兵，东方少女，曾经参加过堪察加半岛夜间奇袭闪电战。在澳洲与库温瑟等人一起阻止了人口贩卖事件。
庫克曼（Cookman，聲：山本格）
隶属于“正统王国”第三七机动修护大队的士兵，一名人高马大的黑人男子，在堪察加半岛夜间奇袭闪电战中战死。
葳絲娣（Westy，聲：芳野由奈）
隶属于“正统王国”第三七机动修护大队的士兵，一名棕发绑马尾、脸上有雀斑的白人少女，在堪察加半岛夜间奇袭闪电战中战死。
查爾斯（Charles，聲：山下大輝）
“正统王国”的战地派遣留学生，擅长网络电子攻击，性格腼腆。在堪察加半岛夜间奇袭闪电战中战死。
納茲雷（Nutsray，聲：内匠靖明）
“正统王国”第24机动修护大队安置在37修护大队中的间谍，战场派遣留学生。在叛变后被库温瑟肃清。
普萊斯威爾·西堤·史利克（Prizewell City Slicker，聲：小西克幸）
贵族，“正统王国”第24机动修护大队的ELITE，驾驶的是第二世代的“靛蓝电浆”。极端的血统主义者，率领24大队向“正统王国”叛变，但已被武力镇压而死。
克蕾兒·惠斯特
“正统王国”的OBJECT设计师，被军方安置在库克附属群岛，“贝比麦格农”等机体的设计者。曾和独角兽联手处理伏尔加的王位争夺问题。
索基爾
第202机动支援中队（独角兽）的首领。原为第115独立近卫中队的长官，史黛维亚公主的御用部队。为了应对迪米克西派的阴谋，在一次军事演习上伪造出成遭到“情报同盟”袭击而全灭，整个部队在彻底转换身份后与迪米克西派接触。在亚马逊炮击战中，带领部队向迪米克西部队叛变。
馬爾斯
“独角兽”的成员，虽然入队三年不过一直被讥讽为“菜鸟”。
薩妮亞
被队员讥讽为COSPLAY迷。从“正统王国”、“情报同盟”、“资本企业”、“信心组织”等全球势力到地区游击队和恐怖分子，她收集了所有样式的军眼与装瞄。
弗拉特
“独角兽”的成员，拥有厨师执照，在亚大巴斯卡运输战的最后坑了库温瑟和贺维亚一把。
史黛維亞·尼可拉西卡（Staivia Nikolaschka）
伏尔加王族的公主。深陷于伏尔加王族的王位继承权争夺战中。
迪米克西·尼可拉西卡（Dimikushi Nikolaschka）
伏尔加的王族，但是并没有王族的血统，因此曾经杀害了两、三个王位候补者。第三世代“苍昊军刃”的ELITE。在OBJECT被破坏后沉入海中。
莉莎·德比爾（Lisa Deauville）
隶属于匿踪杀手部队的少尉。因为不满队长的做法而将全队杀死，原本会被“正统王国”的高层肃清，但库温瑟为了让她可以活着把真相公布于天下而将她救下。
瑪麗雅琪·奈特蓋普
凱倫·I·溫切爾
米莉亞·紐伯格
阿斯莱缇娅·溫切爾
賀維亞的妹妹，继承顺位为第5位。被称为“温切尔家的苍蓝蔷薇”。
为了了结贺维亚的心结，决定通过消灭范德堡家的行为，使贺维亚杀掉她自己，彻底了结两家的恩怨，使贺维亚能够心安理得地与范德堡家大小姐成婚，为此自导自演了毒品战争。
阿莲·杰克罗斯
库温瑟的同学。
凯斯琳·布鲁安琪儿
第二世代“精准标枪”的ELITE。有着金色三股辫的12岁萝莉。被弗莱德当做私兵，在“精准标枪”被毁，弗莱德倒台后退役。於十二卷末被库温瑟父親收為養女。
布莱德利库斯·卡彼斯特拉诺
芙萝蕾缇雅的哥哥，与她一样是个哈日族，喜欢不顾后果地进行巨额捐赠，导致经常引起事端，和芙萝蕾缇雅感情不错。

### 情報同盟
蓮蒂·法羅利特（Lendy Farolito，聲：佐藤利奈）
隸屬於情報同盟指揮官，軍階為中校，相當溺愛自軍ELITE。
喔呵呵（聲：金元壽子）
本名不明，「情報同盟」Sky Dog(br) 3rd C.E.B.所屬的ELITE，而OBJECT是第二世代的「格林033」被正統王國代號為「快擊手」的駕駛員，因她極具特色的笑聲而得此代稱。同時是情報同盟的網路偶像，其金髮爆乳的形象被賀維亞和庫溫瑟戲稱「G-cup」。
真實的樣貌身高約120公分、10歲左右的金髮幼女， 偶像的形象只是3DCG替身，只有動作是本人。
自大洋洲軍事國攻略戰後就對不斷擊退OBJECT的庫溫瑟非常感興趣，意圖想把他搶過來，也因此常常槓上公主殿下。
戰鬥時通常和「戰略AI茱麗葉」共同駕駛OBJECT，但也可以獨自駕駛。
薇蒂妮·阿普頓（Wydine Uptown，聲：新井里美）
伪装成“资本企业”军的小型PMC战场清洁服务队的“情报同盟”谍报员。在维多利亚岛紧急追击战中协助库温瑟。
羅伊斯（Royce）
芮絲·馬丁尼·维莫特斯普雷（Wraith Martini Velmouthspray）

### 資本企業
巴佛·普蘭特（Buffer Planters，聲：菅生隆之）
“资本企业”军的少将。在宇宙軍事開發領域具有強大的影響力，推進激光式軌道電梯建設，是質量加速器財團的目標人物。「正統王國」的重点暗杀对象，居住在月球表面的“巨石堡”。在南極洲壓制戰中，庫溫瑟和賀維亞意想不到地阻止了對他的暗殺計劃。在亞馬遜城市總力戰中，為芙蘿蕾緹雅提供了「情報同盟」介入的情報。
瑪莉蒂·懷特維奇（Mariydi Whitewitich）
于第五卷作为主角登场的12岁少女，隶属于“资本企业”旗下“航空PMC”的王牌飞行员“ICE GIRL”。活跃于“北欧猎区”的胶着战场。
艾莉希雅·斯拉匹喬
史黛西·帕梅特
護衛男子
安潔拉·木槿

### 信心組織
克隆達克師（Klondike，聲：辻親八）
「信心組織」的權威人物。在國際中影響力高的宗教家，有着強烈的貫徹非暴力·不服從·無抵抗主義的側面，有着很多各個勢力的信徒。
莎拉莎·格林西福特
“信心组织”的警察部队“华尔奇丽雅”的一员。
羅伊伯茲·歐德尼克
“信心组织”的枢机主教，曾在“信心组织”内挑起内战，用言论煽动老百姓参加战争。
拉密爾·斯柯夫羅（Ramiru Sukoffuro）
“信心组织”的王牌飞行员，军阶为中校。原本试图引发OBJECT的战争击沉奥林匹克巨蛋体育场，但其驾驶的战斗机被玛莉蒂击坠，计划也宣告失败。
普坦娜·海波爾（Putana Highball）
“信心组织”军第二世代OBJECT“辩才天女”专属ELITE驾驶员。年龄十五岁，女性。褐色皮肤，发型是黑色长马尾
斯庫爾德·赛蓮特薩德（Sukurudo Silentthirdbase）
“信心组织”军的第二世代OBJECT“诺恩”的ELITE之一。外表乖巧，内在是一个专门狩猎外表清秀的少年的杀人狂。

### 其他勢力
史拉德·漢尼薩克爾（Sladder Honeysuckle，聲：細谷佳正）
原“资本企业”中质量加速器财阀专属的OBJECT设计师，世界顶尖的投资家，也是该财阀荣誉会长的军事顾问。有着天才的設計思想以及超出常規的「紙上談兵」的着眼點，在有效地進行實用化道路引導的同時，能夠給予「可能性」的提示的稀有研究者。對於推翻戰爭的成敗與勝負對象之類的定論很感興趣，一直關注着能夠體現「可能性」的庫溫瑟等人。

## 用語解說

### 世界觀
在經過二十一世紀中葉聯合國崩壞的混亂之後，各國紛紛選擇投靠與各自理念相符的陣營，最終成為世界四大勢力：「正統王國」、「情報同盟」、「資本企業」、「信心組織」
不連續地散落在世界各地，形成像是彩色玻璃一般的勢力圖，彼此互相競爭，也造成小規模的邊界戰爭時常發生，而「乾淨的」OBJECT的就扮演著持續戰爭的角色。

#### 世界勢力
正統王國（A Legitimate Kingdom）
世界四大勢力之一，以血統跟名譽實行階級制度的封建王政國家集合體。
由許多復興古老制度的王政國家組成，「王族」是最高貴的階級，各地區由封建制度誕生的「貴族」世家統治，
各國國君組成「君主會議」統領整個勢力，並且聽取來自民間的「評議會」的意見，而「評議員」便是「平民」能抵達的最高階級。
奴隸制幾十年前就已再次廢除，現今更存在非裔血統的貴族。
視王族和貴族的血統與名譽高於一切，設立了獨立於政體的驗證機關「血統局」檢驗DNA來確立血統的公正性。偽造血統和違逆王族都是重罪，企圖傷害王族更是會被全球追緝，逃到其他勢力也沒有用。
設置在首都的最高學府「王立技術學院」，採小學到研究所的一貫教育。因為培育了下一代的一流人才，成為影響世界未來趨勢的重鎮，被各勢力所關注。
有個成立超過三十年，只有貴族血統才能進入的會員網站「藍血協會」。
設有督軍機關「黑軍服」，負責維持軍記和戰俘人權，擁有高度監察特權緊急情況時甚至有權利當場射殺違逆分子。戰地派遣留學生並非軍人不在監督範圍內。
受勢力範圍影響，極軸軍事衛星只部屬在北極，不能部屬在南極。
官方語言為法語等歐陸語言，在軍中與程式設計領域語言仍以英文為主。主要通用貨幣是歐元。
已知的勢力範圍：巴黎(首都)，歐洲：諾曼第地區、南大不列顛地區、直布羅陀海峽、伏爾加地區、美洲：維多利亞島、阿拉斯加地區、亞馬遜地區、太平洋：庫克群島、新喀里多尼亞島、洛雅提群島、所羅門群島、大西洋：聖赫倫納島。
情報同盟（Intelligence Union）
世界四大勢力之一，收集與管理著一切情報的的資訊化社會，致力於用網路串聯全世界的集團。
以情報的真偽來決定善惡，但也常會將情報或謠言作為混淆敵人或操縱趨勢的武器使用。
計劃建構「完全瀏覽」系統，一種只要輸入課題就能得到解決方案的搜尋引擎，為此正收集著有用無用的各種情報基礎。
於「島國」窺見到AI的可能性，於是也正在研發以AI操控的OBJECT。許多網路偶像各分成不同類型，從完全虛擬的V-class到使用擴增實境的A-class都有支持者，民眾的接受度相當高。
有個一天五百萬人次以上訪客的網路營運者才能入會的高級會員網站「排行解讀網」；還有跟OBJECT的鏡頭連線，由十億人民幫忙解析弱點的攻略懸賞節目。
喜歡把ELITE包裝成偶像，以可愛吸引觀眾成為粉絲，讓民眾期望ELITE能夠戰勝，同時軍方能獲得更多的經費與兵役支持。運用相同的原理，曾實行「天才少女計劃」，用標準化方式生產大量的人造天才軍官，有著少女的外表能激發士兵的戰意和保護欲。同系列個體的名字裡都有共同的姓氏「馬汀尼(Martini)」。管理的方式是安排一位常識系的後宮屬性男生，讓「馬汀尼」們對這個男生傾心，以安定天才們不至於背叛，軍用車採用油電混合設計。常態配備強化服部隊，負責搬運器材、掃蕩敵軍步兵、擾亂工作。
已知的勢力範圍：北美東岸(主要)，美洲：喬諾斯群島、帕里馬地區(Parima)、切薩皮克灣、紐約、邁阿密。
資本企業（Capitalist）
世界四大勢力之一，由多個大型企業集團掌控一切的極端資本主義社會，最重視的東西是經濟與財產。
金錢決定人生，以一個人銀行賬戶裡的金錢多寡來決定人權和優先權，只要有錢幾乎什麼都辦得到，沒錢就是社會最底層，所以累積財富即是人民的首要目標。
社會上的各行各業由各個大型企業所合併掌控。大型企業統領著所擁有的領土與人民，也掌控著政治與戰爭。近期從事賺錢職業的個人如大律師或OBJECT設計師累積了不輸財團的財富，儼然成了另一股勢力。
掌控本國的七家大型企業組成的「七核心」為掌控「資本企業」勢力的統治機關，其七位最高CEO是相當與「正統王國」的國王般的人物。
採完全PMC(民間軍事公司)制，所有的部隊和技術人員都是用錢雇用來的傭兵，雇主企業則擁有OBJECT並讓ELITE成為董事來取得平衡。
最近甚至流行要擁有OBJECT才是一流企業的論調。所屬的「質量加速器財閥」（Mass Driver Foundation）是全球唯一擁有完整質量加速器技術的集團。
就算是安全國內也常發生天才兒童被綁架，其後被賣給公司企業的「人才販賣」案件。
雖然根據不同公司有所不同，但軍糧大多比較美味。有種利用土木工程來擾亂OBJECT戰場的兵種：機械化對壕兵。
通用貨幣是美元。
由於內部的軍隊各自屬於企業所有，所以設計的OBJECT通常會表現出該所屬企業的專長領域和技術(如質量加速器財閥的「破壞信使」。
已知的勢力範圍：北美西部(本國)，美洲：中央谷地地區、阿蘇埃羅半島、亞洲：日本列島(島國)
信心組織（Faith Organization）
世界四大勢力之一，各種宗教國家和思想團體的集合體，以宗教規範為行動中心思想。
廣泛接納不同的宗教文化，在不同教義與理念之間找出共識以和平相處，主流的宗教或思想、意識型態在勢力內有著龐大的影響力。但實際上仍然因宗教因素引發不少內亂。
政治、宗教相關的方針由「中央」決定，為「信心組織」的最高機構。致力於扶植、復興過去衰退的宗教，例如希臘神話信仰、北歐信仰等等。這也造成十字教的勢力與地位受到威脅。
雖然正視許多科學上與宗教經典描述的矛盾，但仍然堅持「科學上的偶然，依然是由不同于人類的超自然存在做為觸發所引起的。」和以宗教斂財的「資本企業」和科學化分析神話的「情報同盟」情勢緊張，相較之下贊同「正統王國」的古典王國制度。
設有女性特務機關「瓦爾基麗(Valkyrie)」會全球追殺宗教上認定為敵人的「神敵」。
重視貴金屬更甚於紙幣。為了對應現金的浮動匯率，白金和鑽石常常被用於對外交易。
武器規格刻意與其他世界勢力相符，戰勝若有軍隊戰利品可以直接進行利用。
擁有一流的UAV(無人飛行器)生產技術能力，軍中常用於偵查、輔助和攻擊等任務。
所屬的OBJECT常以一種特定的思想做為中心進行特化，甚至曾經有設計飛行OBJECT的計劃。
已知的勢力範圍：歐洲：羅馬、希臘地區、亞洲：堪察加半島、印度地區(墮天使市聖洛都)、非洲：馬達加斯加

#### 國家、地理
安全國
指邊界不與敵國接壤，或沒有發生戰事的國家。普通民眾與高層的居住國。
巨石堡
月球上建设的特权阶级用的别墅之一。
南极
在联合国解体前，南极就已经是「兵家必争之地」。有数个国家为了这里的主权展开激烈竞争，宣称拥有南极主权的，有已经瓦解的「大洋洲軍事國」、「資本企業」的西美中央山谷地方、「情報同盟」的乔诺斯群岛地方，「正統王國」则是南大不列颠地方的人。
空白地帶
在聯合國崩壞之後，沒有選擇依靠世界勢力陣營的地區或國家。時常被犯罪集團和恐怖分子作為基地。
大洋洲
世界最大的空白地帶，曾出現「大洋洲軍事國」這一集權政府，但被世界勢力聯合消滅，此後進入大洋洲瓜分潮再度引發眾多戰事。
「島國」
第一個研發出OBJECT的國家，擁有獨特的東洋文化，即舊時的日本。在OBJECT誕生以前面臨超高齡社會，缺乏勞動力、經濟、生產力衰退，並且大量引進外國移民，以社會成長率來填補生育率問題，持續進行尖端科技的精進。
而第一架OBJECT「子」與「十二支計劃」的另外十一機體陸續被擊沉後，日本被各國圍攻而滅亡，人口四散，各國移民將OBJECT的技術散佈至世界各地，就此造就了OBJECT的時代。
現代的日本列島整體名義上屬於「資本企業」，希望恢復朝廷制的列島西側卻分裂就近投靠「信心組織」，但又與「正統王國」理念相符而猶豫；因通訊建設發達，整體人民的價值觀受「情報同盟」影響，目前內戰不斷，是個情勢曖昧的火藥庫。
如今仍走在OBJECT設計研發的尖端，但有著將舊型重複改造成迥異新型的習慣。

### 軍事用語
手斧（HAND AXE）
「正統王國」的特製塑膠炸藥，只要插上雷管即可使用，威力比普通的塑膠炸藥還要強大。製作過程需要用到白金作為觸媒，因此造價昂貴。
質量加速器
利用軌道砲技術將貨物、太空梭或太空飛機送上太空的設施，缺點是造成的G力極高難以運送人員。
智慧槍械
因電子儀器小型化與廉價化，現代的步槍裝有微運算晶片，可以考慮風向、彈道等因素自動提供修正後的資訊在瞄準器上，也裝備搜索麥克風、主動式紅外線/紫外線感應器進行輔助，或搭配外掛式榴彈或紅外線干擾器甚至殺蟲劑等等。
雷射式太空電梯
利用雷射推進技術使空氣爆發性膨脹，將貨物或太空梭推上太空的設施，「正統王國」、「情報同盟」、「資本企業」都計劃採用此方式。
人造衛星
能由軍事衛星傳回空照圖等各種不同的影像資訊輔助，作戰將佔有優勢，但也已經出現了不少對應方法，包括使用局部氣象武器或偽裝設施來躲避衛星的監視。
衛星通訊會有些許延遲，因此對進行高速戰的OBJECT少有幫助。有些研究衛星有發射雷射探鑽小行星表面收集資料的功能。
發電衛星群：在地球軌道上大幅展開的太陽能發電衛星設施，能接收比大氣內要來得多的太陽能，轉換後的電力以無害微波的形式傳送到地表。因為容易被太空垃圾擊毀而製造更多垃圾，現已被國際條約限制。
複製衛星：一種反衛星衛星，放置在與目標衛星相似的軌道，能發射與目標衛星相似的訊號來干擾地面通訊並同時混入假情報。
ELITE
OBJECT駕駛員的通稱。
ELITE天生就要有一定的優秀資質、符合嚴格的特定條件，經過數年的訓練、選拔，經過化學、電子等方式的人體改造、精神調整，將天才進一步雕琢，並且和OBJECT的操作系統進行最適應化，最後ELITE才擁有高速的反應力、誇張的抗G能力、優秀的情報分析能力、和廣泛但被設計過的思維路徑，毫無疑問是萬中選一的人才。
因培育ELITE的技術門檻相當高，有天分的人數稀少，往往是打造OBJECT戰力的最大的難關。
VTOL機
即具垂直起降(Vertical Take Off and Landing)功能的戰鬥機，此功能使得航空母艦的跑道長度得以大幅縮短。常同時搭配向量噴嘴、逆向減速噴嘴與測距感應器，能進行極精密的特技飛行。
兩棲攻擊航空母艦
在OBJECT的時代，戰鬥機的使用頻率減少，以及超高速魚雷、隱形水雷的出現，航空母艦的角色從主力轉變為後勤補給和維修海上的OBJECT。
向外延伸出吊掛機材的機械臂，讓OBJECT夾在兩艘空母之間進行修護。
只搭載VTOL機，連跑道都可以縮短特化成維修用途，同時有兩棲登陸戰力，以便快速在沿岸建立OBJECT維修場。
口粮
军队配给的口粮，由于“订出明确口味会因为好不好吃而影响士兵的心情”，所以开发出的完全无味的口粮，犹如巨大的橡皮擦，差评极高 。

### OBJECT
洋葱装甲
覆盖在动力炉表面，由上千片微微弯曲的钢板重叠起来，完成一个巨大球体，理论上和单纯的防弹背心很像，但是用了极为大量的钢板，就连核弹的冲击波都挡得下来。
由于每一片装甲都要在烧热的钢铁中一面以毫克为单位混入高效防火反应剂粉末，所以必须靠专业师傅费时费工打造出来。
主炮
泛指灌注動力爐的最大輸出能量，用以貫穿其他OBJECT洋蔥裝甲的加強型炮門，也是唯一可以對抗另一臺OBJECT的武裝
每臺OBJECT通常會裝備一個至數個，也有沒有裝備主炮的機體。
- 電磁炮

分成軌道砲和線圈砲，兩者原理不一樣，但都是以使用強大電力射出有數倍音速的金屬炮彈，也有用來射出多功能彈艙、探測裝置或無人偵查機的類型。
彈道多變，可以進行拋物線曲射。
- 雷射炮

高度發展的雷射技術已經相當成熟，搭配OBJECT的高輸出可以快速發射強力高熱的炮擊，口徑從主炮到小型對人砲都有，也有作為推進用途的雷射砲。
航空戰力衰退的主因。不管飛機飛的再快再隱秘，只要被發現下一秒就會被雷射給殲滅。
雷射的特色是以無法閃避的光速直線前進，但有著因空氣散射而隨距離扭曲、減弱的缺點。
外觀看起來是一束強烈的鎂光帶，有燃燒空氣的橙色軌跡。
- 低穩定式電漿炮

將特殊瓦斯送進炮管，施以超高電力使之電漿化後射出，具高熱高貫穿力。
軌跡的外觀通常是一束藍色閃光。
- 速射式光束砲

是一種粒子炮，運用多炮管輪流冷卻來達成速射的效果。射程較短，通常是近距離使用。
動畫外觀是帶電的橙色光束。
印刷電路版式輸電裝置
革命性的輸電科技，將絕緣體跟導體烙印在鋼板上，達成不用在鋼板上開電纜開孔，不削減裝甲也可以輸電。
JPlevelMHD动力炉
是某島國率先開發的超規格動力爐，以製造人工電漿(磁流體)的方式發電，一切內部設計完全是機密，用以產生OBJECT所需的所有電力，包括百門炮臺與讓20萬頓機體自地面浮起，並以破百時速移動的能量。
而燃料是經過特殊處理的煤炭，只要补充一次燃料，就可以五年不用更换，而且動力爐持續開著會比開開關關來的節能。
推進裝置
OBJECT有兩種主流推進方式：
- 1.是靜電式推進裝置：搭配高電力和特殊反斥劑使巨大機體浮在地面上方，再運用雷射 或履帶、機械蹬腳等方式實現高速機動。

弱點是無法在水面行動，必須要裝備海戰用浮桶。
- 2.是氣墊式推進裝置：利用製造龐大的氣流將巨大機體推離地面，利用雷射或氣流變化等方式實現高速機動。

這類推進裝置不一定需要裝備海戰用浮桶即可在水面行動。

### 其他用語
乾淨的戰爭
與舊時代的戰爭相較，評論人士對於「由OBJECT主導的戰爭」所給的稱號。
藉由減少戰爭對經濟和人心的影響讓人民支持戰爭的全球性噱頭。
舊時代國與國之間的戰爭要求大量的人力與資源。包括戰場上的士兵、軍糧、武器、彈藥、燃料、要價不斐的戰艦、戰鬥機、後勤的運輸、生產，是國家人力物力的重大消耗，投資報酬率低。而且要是戰情陷入泥沼終究會拖垮經濟與人民的心神，還有戰後所遺留的地雷、化學污染甚至核子武器污染更是非常重大的麻煩。
反觀OBJECT威力強大而單純，攻擊將集中在OBJECT間有限的戰場上。沒有陷入膠著的廣大戰線，也不容易有戰場污染的問題。不必犧牲靠大量的士兵犧牲換取勝利。若是戰敗，正常的死傷甚至可能只有ELITE一人。
「白旗」制度則更進一步使戰爭的影響減到最低。
因為血肉之軀和舊兵器無法打倒OBJECT，步兵重要性自然降低，舊武器開發資源也銳減，軍事力量轉而投注在OBJECT相關科技的精進，使士兵的總體需求量減少，也造成許多士兵失業而轉行成傭兵或戰地記者等。
因為很少有人戰死沙場，影響也由戰爭國的邊境承擔，戰爭的輸贏對安全國的影響不大，在安全國納稅的人民自然比較無感，反而會因愛國心而願意增加軍費支出，讓戰爭得以延續個幾十年。其中相關的產業、官員、權力者從也不乏持續著從中獲利的勾當。
基地儲備的士兵們很少出戰，經常導致軍紀渙散、戰鬥能力退步、器材老舊等問題，甚至有調查指出在軍中最常見的死亡原因往往是男女關係產生糾紛；另一方面，有能力的維修兵則是重要的人力資源，讓四大勢力相當歡迎技術流亡。因為從軍似乎成了個輕鬆的好選擇，有許多剛畢業的年輕人願意參與乾淨的戰爭，因此戰場人員有著年輕化的趨勢。此外，並不流行為國家在戰場上捐軀的論調，使得士兵將官們很容易放棄抵抗，輕易戰敗。
然而，完美的「乾淨的戰爭」只是個理論而已。戰場上仍然時不時會發生偏離乾淨戰爭的事件。因為「白旗」制度只是不成文慣例，軍隊屠殺並不是完全不會發生。
乾淨的戰爭雖然乾淨，但不代表與溫柔同義。要是因有「白旗」而不把戰敗當一回事，做出太踰矩的行為，另一方仍然有理由進行屠殺肅清。
因為也有部隊擅長步兵與OBJECT相互配合出擊的戰術，所以以為「乾淨的戰爭」中就能輕鬆吹冷氣領薪俸的新兵常常被操的很慘。
為了發揮出「乾淨的戰爭」鼓勵人民支持的效用，大眾霉媒體有著舉足輕重的地位。觀感變得非常重要，「乾淨的戰爭」要呈現得文明又有序，才能讓民眾支持而不反感。嚴重的脫序事態往往要控制情報避免倒霉被媒體或記者鬧大，如何利用媒體建立戰爭的好形象也是高層們的重要課題之一。
白旗
在OBJECT主導的戰場上一種不成文的投降慣例。
在戰爭中，雙方的OBJECT分出勝負後，由敗北的一方發出投降的白旗訊號給勝出的一方。
表示已無戰意將會迅速撤退，也請勝方不要做無謂的屠殺行動。
此後會快速進入終戰會議階段，決定要割讓轉移的土地或簽訂有利條約等等。世界勢力之間進行「乾淨的戰爭」的重要一環，讓戰爭的形式變得像一種定期舉辦的國際級體育競賽。
然而「白旗」的效用建立在戰爭雙方的共識上。要是有任何因素導致這種共識破滅，戰敗的一方仍可能陷入被屠殺的危機。
並非四大勢力間正式的領土衝突，也不在「白旗」的適用範圍之內。例如：恐怖分子的掃蕩、違法集團的鎮壓、阻撓敵人的干擾戰、攔截戰等。

## OBJECT
50多年前由島國誕生的超大型兵器，以圓球為主體，長度超過50公尺，由中心的動力爐包覆著幾百層的特殊裝甲，甚至足以抵擋核武器的攻擊。
武裝包括磁軌砲、線圈砲、雷射砲、電漿砲、光束砲等總共超過百門的炮台，一個到數個不等的「主炮」，以及徹底封殺空中武器的強力對空雷射，最後是足以進行高速戰的機動能力，徹底改寫了戰爭形態，為核武器的時代劃下了句點。
往後各國各勢力都積極發展OBJECT相關科技，戰爭成為了OBJECT之間的炮擊格鬥對戰，普通的士兵或武器毫無用處，工兵和維修設施還比較重要。
搭載超級電腦來應付複雜的操作，處理多重感應器的龐大資料、並高速分析敵人任何可能的弱點、協助駕駛員擬定策略，當然也設有完善的防毒反駭客和防電磁脈衝措施。
因其戰場局部性、速戰速決、死傷極少、攻擊單純集中與不污染環境的特性，被稱為「乾淨的戰爭」。

### 正統王國所屬
貝比麥格農（BABY MAGNUM）
隸屬正統王國第37機動修護大隊的第一世代OBJECT。
能適應所有天氣，所有地形的經典機型。主体全长就有五十米，加上炮管的全体尺寸更加惊人。主要武装为从主体后方延伸而出的七只机械臂，分别配有激光、低稳定式等离子炮、轨道炮等武器。其他武装还有配备在球形主体各部，将近一百门的火炮，能够应付地面，空中全方位的攻击。推进装置运用静电与激光，能在战场上穿梭自如，迎击敌人。驾驶仓位于球形主体的中心。由“ELITE”米琳达·白兰丁尼操控的这架机体过于强大，因此不需要保护色，统一涂装为白色。
而第一代“貝比麥格農”在阿拉斯加严寒雪上战中被信心组织的OBJECT水黾摧毁，之后又建造了后续机体。

光耀蝗蟲（BRIGHT HOPPER）
隸屬正統王國第52機動修護大隊的第二世代OBJECT。於第2卷第2章登場。
號稱正統王國最先進的OBJECT，集中裝備了雷射光束波類武器的機體。主要戰術為利用本身的高速，突入戰場接近敵方OBJECT，以雷射攻擊敵方OBJECT腳部，乘其無法移動時，再以雷射光束主炮，將對方一擊摧毀。而在设计上的假定攻擊圈是五公里，只要进入这个范围，全世界的任何OBJECT都会被光耀蝗虫瞬杀。
在伊瓜苏山区炮击战中被资本企业的OBJECT破坏信使的主炮直接命中后被毁，ELITE哈爾利德·柯巴卡柏納彈射逃生。

靛藍電漿（INDIGO PLASMA）
隸屬正統王國第24機動修護大隊的第二世代OBJECT。於第3卷第2、3章登場。資本企業的代號為「百合瑪麗亞（Lily Maria）」。
在下位安定式電漿炮的應用方面特別強化的第二代OBJECT，最具特色的是平行向前突出的两门主炮。侧面的装备是封装特殊瓦斯的预备储存槽。推进方式基本上使用静电。移动时是使用类似滑雪板的零件在地面滑行，前方有两支，后方有五支。速度虽然够快，但是耐热方面有问题，靛蓝电浆是靠电子控制设备解决这个问题，並練就一些和步兵協同作戰的戰術。而在维多利亚岛紧急追击战中被正统王国的OBJECT貝比麥格農击毁。
雪色震盪（SNOW QUAKE）
隸屬正統王國的OBJECT。
參與維多利亞島緊急追擊戰，負責岸上阻止敵軍OBJECT靛藍電漿登陸，在追擊战中其推进装置被靛蓝电浆打伤，之后被6架伪装机擊破。
靈活雪橇（ACTIVE SLEDGE）
隸屬正統王國的OBJECT。
參與維多利亞島緊急追擊戰，負責海上追逐敵軍OBJECT靛藍電漿，被6架伪装机擊破沉沒。
精準標槍（EXACT JAVELIN）
隸屬正統王國的陸戰特化型第二世代OBJECT。
由弗萊德秘密研製。通過偏光光纜將光折射，能徹底的隱藏主炮準備動作，使敵方OBJECT無法預測彈道而無法躲避，使其能達到百發百中。在大洋洲军事国攻略战後被正统王国的OBJECT貝比麥格農击毁，其ELITE(駕駛)凱斯琳·布魯安琪兒彈射逃生。

### 情報同盟所屬
格林033（GATLING 033）
標誌性特徵是二門連射光束式格林炮。强大的光束式武器如果持续发射，会对炮管、发射装置造成损伤，而且又采用大型增幅装置来瞬间增幅、释放电力，因此“以短暂的间隔时间发射，藉以适度分散对炮身、发射装置造成的负担”十分重要。连射时间一轮只有30秒。为了争取冷却时间，格林033左右各有一门主炮。因为主炮的回旋范围固定，只能顾及左右两边各180度。虽然在近距离交战时有压倒性的威力，但是无法对远距离目标进行细微的瞄准。而为了运输方便，其主炮从设计阶段就已经考虑到“能够轻易分解搬运”。驾驶舱内部是个球型空间，尺寸大约直径两公尺，前方装设巨大的荧幕。但操作界面只有键盘。格林033不是由ELITE亲手操控，而是由战略AI茱丽叶进行基本操纵，只有在出现错误或BUG的时候，会由ELITE动手修正。在主要回路及储存装置上设有销毁情报的电热线。直接烧毁回路就可以消除所有的重要科技。而在大洋洲军事国攻略战中，与“正统王国”军联合作战。在阿拉斯加战场遗迹迎击战中，由于战略AI茱丽叶被贺维亚诱导至空转，ELITE被库温瑟欺骗而逃生，机体被俘获，之后又建造了后续机体。

### 信心組織所屬
普羅米修斯
隸屬信心組織的第二世代OBJECT。於第1卷第1章登場。
依靠靜電式浮游裝置驅動，在積雪深厚的地方或傾斜面之上也能快速移動。为了让整体重量一次集中在一只脚又不至于压坏脚部，必须瞬间进行大量的运算和微调，采用的施力方式是“以极细微的力道轻触地面”。而在阿拉斯加严寒雪上战中击毁贝比麦格农，但是由于机密保护装置被库温瑟做了手脚，在其脚内的C4爆炸后，动力炉误爆，成为世界上第一台被步兵摧毁的OBJECT。

大天使
隸屬信心組織的第二世代OBJECT。於第3卷第2章登場。
其主炮是與巨型砲身極不相稱的小口徑線圈炮。移動靠空氣噴射，是水路切換無需替換部件，擁有水陸兩用性能。设置在机体后侧上方的四只翅膀可以发挥重锤的作用，配合机体重心和急转弯时产生的惯性进行调整，保持平衡。可以使用压缩空气反复进行跳跃，用来飞越崖谷。为了因应地形的起伏，在下降时，机体下部的两个同心圆状的推进装置分裂成将近20块有如切片凤梨的扇形，并且用摄像头测量地面的起伏，保持随时紧密贴合。在堪察加半岛夜间奇袭闪电战中，由于脚步镜头被库温瑟用IR干扰器引发故障，着陆失败后投降。

### 其他
三核心
所屬不明的第二世代OBJECT。推測為情報同盟的機體。於第1卷第2章登場。
裝載了三個球型的核以及三門大口徑磁軌炮。因為其過於龐大，其核的正下方都懸有長且大的鯊魚錨（Shark anchor）以維持整體的平衡，控制自己的重心。其內部搭載了整備設施和運轉維護人員以及儲油設施。在直布罗陀穿越拦截战中，被库温瑟引爆纏在鯊魚錨上的水雷給摧毁。

0.5世代型
大洋洲軍事國唯一一部OBJECT。於第1卷第3章登場。
用低端科技製造，性能在平均水平以下的OBJECT。本體是球體狀，用X字形的履帶車輪推進。主要武器為一門用線纜強制固定的大口徑線圈炮。
主炮拉了好几条钢索固定。因为如果长时间横置几十公尺的炮身，本身的重量可能会伤害炮管。为了应付这种一般OBJECT不会面临的风险，才用这种廉价的处理方式。固定主炮带来稳定性的同时，也几乎完全丧失旋转功能。在那样的状态下，要进行微调就必须转动整架OBJECT。只拥有最基本的摄影机瞄准。0.5世代为了分散机体的重量，脚部有500个钢铁制车轮。
启动方法是从外面传送大量的电流进去，推动OBJECT内部的雷射起振装置，然后用这种方式硬是干扰动力炉，但由于大洋洲的OBJECT水平已经低到“动力炉长时间运转会有内部融解之虞”，所以失败了。
未经改良的构造相当粗犷，没有近代军武的现代感，反而像是某种原始而野蛮的武器。在大洋洲军事国攻略战中，由于强行启动失败而炸死了修护基地里的所有人，但即便如此还是强行出动。“正统王国”和“情报同盟”则是向实验动力炉所在地发动攻击，而0.5世代被“正统王国”的「評議會」議員弗萊德当做了消灭库温瑟和贺维亚的兵器利用，但两人用地下水管的水与OBJECT上断掉的缆线与电池相连，使科技水平极低的动力炉爆炸被毁，ELITE被电死。

莉索樂忒
隸屬質量加速器財閥的第二世代OBJECT。於第2卷第2章登場。
其主炮混用電磁炮、火箭與子彈頭技術，擁有3000公里的超長距離炮擊能力。先使用電磁炮發射巨大的砲彈，砲彈雖是曲射，但上升至目標幾乎正上方，會強行改變彈道直線落下，並按圓形分離出十發左右子火箭，子火箭通過尾部火箭引擎點火，最終能達到25馬赫的速度。而主炮的后方有个类似左轮手枪能够旋转的零件。但是在圆筒型的转轮侧面，有五个状似巨大弹匣的收纳炮弹的装置。使用普通的弹匣过于巨大，因此为了将炮弹分装在好几个弹匣里，才会特地设计如此复杂的构造。装弹数是25发。有大型飞弹发射装置，可以发射干扰飞弹用来反射瞄准，装弹数也是25发。机体的核心不是动力炉，而是以主炮为中心，将投入实战时所需的零件加上去。

## 出版書籍

### 輕小說
| 卷數 | 日文標題 | 中文標題                           | ASCII Media Works | ASCII Media Works      | 台灣角川       | 台灣角川               | 天聞角川      | 天聞角川               |
| 卷數 | 日文標題 | 中文標題                           | 發售日期          | ISBN                   | 發售日期       | ISBN                   | 發售日期      | ISBN                   |
| ---- | -------- | ---------------------------------- | ----------------- | ---------------------- | -------------- | ---------------------- | ------------- | ---------------------- |
| 1    |          | 重裝武器                           | 2009年10月10日    | ISBN 978-4-04-868069-1 | 2010年5月29日  | ISBN 978-986-237-604-1 | 2013年9月20日 | ISBN 978-7-5356-6485-3 |
| 2    |          | 採用戰爭                           | 2010年6月10日     | ISBN 978-4-04-868594-8 | 2011年2月25日  | ISBN 978-986-28-7020-4 | 2013年12月5日 | ISBN 978-7-5356-6649-9 |
| 3    |          | 巨人之影                           | 2010年11月10日    | ISBN 978-4-04-870051-1 | 2011年7月1日   | ISBN 978-986-28-7198-0 | 2015年8月5日  | ISBN 978-7-5489-1991-9 |
| 4    |          | 電子數學財寶                       | 2011年9月10日     | ISBN 978-4-04-870549-3 | 2012年6月14日  | ISBN 978-986-28-7712-8 |               |                        |
| 5    |          | 死之祭典                           | 2011年11月10日    | ISBN 978-4-04-870549-3 | 2012年12月5日  | ISBN 978-986-325-020-3 |               |                        |
| 6    |          | 邁向第三世代之路                   | 2012年6月10日     | ISBN 978-4-04-886624-8 | 2013年4月12日  | ISBN 978-986-325-255-9 |               |                        |
| 7    |          | 亡靈們的警察                       | 2013年11月9日     | ISBN 978-4-04-866080-8 | 2014年8月27日  | ISBN 978-986-366-080-4 |               |                        |
| 8    |          | 七〇%的統治者                      | 2014年3月8日      | ISBN 978-4-04-866379-3 | 2015年3月14日  | ISBN 978-986-366-314-0 |               |                        |
| 9    |          | 零下一九五度的救贖                 | 2015年4月10日     | ISBN 978-4-04-865064-9 | 2016年3月11日  | ISBN 978-986-366-979-1 |               |                        |
| 10   |          | 外神                               | 2015年10月10日    | ISBN 978-4-04-865452-4 | 2017年2月23日  | ISBN 978-986-473-514-3 |               |                        |
| 11   |          | 香草口味的化學式                   | 2016年2月10日     | ISBN 978-4-04-865764-8 | 2017年10月11日 | ISBN 978-986-473-876-2 |               |                        |
| 12   |          | 最小規模的戰爭                     | 2016年9月10日     | ISBN 978-4-04-892353-8 | 2018年9月26日  | ISBN 978-957-564-428-4 |               |                        |
| 13   |          | 北歐禁獵區灰姑娘故事               | 2017年4月8日      | ISBN 978-4-04-892835-9 | 2019年12月9日  | ISBN 978-957-743-433-3 |               |                        |
| 14   |          | 最為明智的思考放棄                 | 2017年9月8日      | ISBN 978-4-04-893331-5 | 2019年12月9日  | ISBN 978-957-743-434-0 |               |                        |
| 15   |          | 最為明智的思考放棄 #不可預測的結局 | 2018年4月10日     | ISBN 978-4-04-893787-0 | 2021年12月9日  | ISBN 978-626-321-041-7 |               |                        |
| 16   |          | 欺瞞迷彩的格溫子醬（暫）           | 2018年12月7日     | ISBN 978-4-04-912207-7 |                |                        |               |                        |
| 17   |          | 純白倒數計時（暫）                 | 2019年10月10日    | ISBN 978-4-04-912668-6 |                |                        |               |                        |
| 18   |          | 貫穿天空的慾望之槍（暫）           | 2020年9月10日     | ISBN 978-4-04-913450-6 |                |                        |               |                        |
| 19   |          | 人於毀滅人之日（上）（暫）         | 2021年9月10日     | ISBN 978-4-04-913997-6 |                |                        |               |                        |
| 20   |          | 人於毀滅人之日（下）（暫）         | 2021年10月8日     | ISBN 978-4-04-914033-0 |                |                        |               |                        |

### 漫畫
| 卷數      | ASCII Media Works | ASCII Media Works      | 台灣角川      | 台灣角川               |
| 卷數      | 發售日期          | ISBN                   | 發售日期      | ISBN                   |
| 重裝武器  | 重裝武器          | 重裝武器               | 重裝武器      | 重裝武器               |
| --------- | ----------------- | ---------------------- | ------------- | ---------------------- |
| 1         | 2011年5月27日     | ISBN 978-4-04-870429-8 | 2012年3月15日 | ISBN 978-986-28-7584-1 |
| 重裝武器S |                   |                        |               |                        |
| 1         | 2012年8月27日     | ISBN 978-4-04-886818-1 |               |                        |
| 2         | 2012年12月15日    | ISBN 978-4-04-891249-5 |               |                        |
| 3         | 2013年7月27日     | ISBN 978-4-04-891803-9 |               |                        |
| 重裝武器A |                   |                        |               |                        |
| 1         | 2015年9月26日     | ISBN 978-4-04-865354-1 |               |                        |
| 2         | 2016年4月9日      | ISBN 978-4-04-865923-9 |               |                        |

ヘヴィーオブジェクト 電撃コミックアンソロジー
| 卷數 | 電擊文庫      | 電擊文庫               |
| 卷數 | 發售日期      | ISBN                   |
| ---- | ------------- | ---------------------- |
| 1    | 2016年1月27日 | ISBN 978-4-04-865577-4 |

## 電視動畫

### 工作人員
- 原作：鎌池和馬
- 原作插畫：凪良
- 監督：渡部高志
- 副監督：櫻井親良
- 系列構成：吉野弘幸
- 角色設計：渡邊敦子
- 兵器設計：寺岡賢司、明貴美加
- 道具設計：宮本崇
- OBJECT設計：株式會社「R&DMAK」
- 美術監督：黑田友範
- 色彩設計：石田美由紀
- 攝影監督：福世晉吾
- 3DCG：株式會社「SANZIGEN」
- CG導演：志賀健太郎
- 模型導演：足立博志
- 編輯：西山茂
- 音響監督：明田川仁
- 音樂：井内舞子、井内啓二
- 音樂監製：土肥範子
- 監製：中山信宏、三木一馬、福田順、深尾聰志、金庭恵、宿輪浩介
- 動畫監製：鈴木薫
- 動畫制作：J.C.STAFF
- 製作：PROJECT HO（Warner Bros. Home entertainment、KADOKAWA、ASCII Media Works、KlockWorx、Hakuhodo DY Music & Pictures、Movic、J.C.STAFF、GREE）

### 主題曲
片頭曲
「One More Chance!!」（第1-11話）
作詞：so-hey，作曲、編曲、主唱：ALL OFF
第1话作为片尾曲使用。
「Never Gave Up」（第13-23話，第24為插入歌）
作詞：so-hey，作曲、編曲、主唱：ALL OFF
片尾曲
（第2-12話）
作詞、作曲、編曲：，主唱：鹿乃
（第13-15話、第17-22話、第24話）
作詞：zopp，作曲、編曲：toku（GARNiDELiA），主唱：井口裕香
插入歌
「恋はワン・ツー~あなたはモンスター~」（第16話）
作曲、編曲：井內舞子，作詞：桐島愛里、主唱：おほほ（金元寿子）

### 各話列表
| 話數   | 日文標題 | 中文標題                                       | 劇本       | 分鏡                       | 演出                | 作畫監督                                                                      | 總作畫監督      | 改編原作小說 |
| ------ | -------- | ---------------------------------------------- | ---------- | -------------------------- | ------------------- | ----------------------------------------------------------------------------- | --------------- | ------------ |
| 第1話  |          | 綁住格列佛的小兵們 阿拉斯加嚴寒雪上戰Ⅰ         | 吉野弘幸   | 渡部高志                   | 櫻井親良            | 安野將人                                                                      | 安野將人        | 第1卷        |
| 第2話  |          | 綁住格列佛的小兵們 阿拉斯加嚴寒雪上戰Ⅱ         | 吉野弘幸   | 渡部高志                   | 藏本穗高            | 關口雅浩、大原大 岩倉和憲（槍械）                                             | 富岡寬          | 第1卷        |
| 第3話  |          | 綁住格列佛的小兵們 阿拉斯加嚴寒雪上戰Ⅲ         | 吉野弘幸   | 櫻井親良 橘秀樹            | 佐佐木純人          | 柴田志郎                                                                      | 富岡寬 安野將人 | 第1卷        |
| 第4話  |          | 姆指湯姆奔馳於油田 直布羅陀穿越攔截戰Ⅰ         | 吉野弘幸   | 佐山聖子                   | 鈴木洋平            | 淺川翔、矢向宏志 德田賢朗、 芝田千紗                                          | 安野將人        | 第1卷        |
| 第5話  |          | 姆指湯姆奔馳於油田 直布羅陀穿越攔截戰Ⅱ         | 吉野弘幸   | 橘秀樹 二瓶勇一            | 高島大輔            | 上田峰子、前田義宏 藤部生馬、芝田千紗                                         | 富岡寬          | 第1卷        |
| 第6話  |          | 螞蟻對上蟋蟀的戰爭 大洋洲軍事國攻略戰Ⅰ         | 大河內一樓 | 渡部高志                   | 藏本穗高            | 、菊池一真                                                                    | 安野將人        | 第1卷        |
| 第7話  |          | 螞蟻對上蟋蟀的戰爭 大洋洲軍事國攻略戰Ⅱ         | 大河內一樓 | 橋本敏一                   | 橋本敏一            | 安田祥子、園瀨基 淺川翔、鎌田均 糸島雅彥、逵村六                              | 富岡寬          | 第1卷        |
| 第8話  |          | 螞蟻對上蟋蟀的戰爭 大洋洲軍事國攻略戰Ⅲ         | 大河內一樓 | 橘秀樹 渡部高志            | 五月女浩一朗        | 芝田千紗、小林典昭 德田賢朗、藤部生馬 矢向宏志                                | 安野將人        | 第1卷        |
| 第9話  |          | 障礙賽跑本來就會滿身泥濘 南極大陸制壓戰        | 橫谷昌宏   | 菅井嘉浩                   | 佐佐木純人          | 平良哲郎、大森英敏 吉田肇、德倉榮一 、粟井重紀                                | 富岡寬          | 第2卷        |
| 第10話 |          | 兩人三腳賭了性命爬上山 伊瓜蘇山區砲擊戰Ⅰ       | 大河內一樓 | 鈴木洋平                   | 鈴木洋平            | 山口杏奈、山本雅章 上田峰子、小淵陽介 青木里枝、吉岡幸惠                      | 安野將人        | 第2卷        |
| 第11話 |          | 兩人三腳賭了性命爬上山 伊瓜蘇山區砲擊戰Ⅱ       | 橫谷昌宏   | 岡村正弘                   | 高島大輔            | 芝田千紗、淺川翔 園瀨基、前田百合子                                           | 富岡寬          | 第2卷        |
| 第12話 |          | 兩人三腳賭了性命爬上山 伊瓜蘇山區砲擊戰Ⅲ       | 橫谷昌宏   | 渡部高志                   | 篠原正寬            | 矢向宏志、德田賢朗 山本雅章、松岡謙治 上田峰子、藤部生馬 坂本哲也、芝田千紗   | 安野將人        | 第2卷        |
| 第13話 |          | 騎馬打仗就是要射人先射馬 亞馬遜市總體戰Ⅰ       | 吉野弘幸   | 五月女浩一朗 渡部高志      | 五月女浩一朗        | 淺川翔、上田峰子 山口杏奈、德倉榮一 粟井重紀、柴田志郎 矢向宏志、富岡寬       | 富岡寬          | 第2卷        |
| 第14話 |          | 騎馬打仗就是要射人先射馬 亞馬遜市總體戰Ⅱ       | 吉野弘幸   | 橘秀樹                     | 橋本敏一            | 前田百合子、芝田千紗 山本雅章、冷水由紀繪 德田賢朗                            | 藤井昌宏        | 第2卷        |
| 第15話 |          | 廢鐵墳場是稀有金屬寶庫 阿拉斯加戰場遺跡迎擊戰Ⅰ | 吉野弘幸   | 田中雄一                   | 高島大輔            | 坂本哲也、芝田千紗 冷水由紀繪、小淵陽介 鎌田均、糸島雅彥 謝苑倩               | 富岡寬          | 第3卷        |
| 第16話 |          | 廢鐵墳場是稀有金屬寶庫 阿拉斯加戰場遺跡迎擊戰Ⅱ | 高山克彥   | 西島克彥                   | 鈴木洋平            | 村上雄、德田堅朗 淺川翔、園瀨基 山口杏奈、青木里枝                            | 藤井昌宏        | 第3卷        |
| 第17話 |          | 煤礦坑裡遍地都是鈔票 堪查加半島夜間奇襲閃電戰Ⅰ | 大河內一樓 | 岩崎良明                   | 鈴木健太郎          | 芝田千紗、上田峰子 小淵陽介、 矢向宏志                                        | 富岡寬          | 第3卷        |
| 第18話 |          | 煤礦坑裡遍地都是鈔票 堪查加半島夜間奇襲閃電戰Ⅱ | 大河內一樓 | 渡部高智                   | 奧野浩行            | 冷水由紀繪、村上雄 前田百合子、橋本真希 松岡謙治                              | 藤井昌宏        | 第3卷        |
| 第19話 |          | 煤礦坑裡遍地都是鈔票 堪查加半島夜間奇襲閃電戰Ⅲ | 大河內一樓 | 櫻井親良 橘秀樹            | 高島大輔 則座誠     | 德田賢朗、 山口杏奈、芝田千紗 淺川翔、木本茂樹                                | 富岡寬          | 第3卷        |
| 第20話 |          | 名譽無價又怎能估計值多少 維多利亞島緊急追擊戰Ⅰ | 高山克彥   | 岩崎良明 渡部高志          | 森義博              | 梶浦伸一郎、猿渡聖加 糸島雅彥、鎌田均 坂本哲也、                              | 藤井昌宏        | 第3卷        |
| 第21話 |          | 名譽無價又怎能估計值多少 維多利亞島緊急追擊戰Ⅱ | 高山克彥   | 岡村正弘 鈴木洋平 櫻井親良 | 岩崎良明            | 藤部生馬、上田峰子 山口杏奈、芝田千紗 冷水由紀惠、小淵陽介                    | 富岡寬          | 第3卷        |
| 第22話 |          | 名譽無價又怎能估計值多少 維多利亞島緊急追擊戰Ⅲ | 高山克彥   | 橘秀樹                     | 鈴木洋平 鈴木健太郎 | 淺川翔、矢向宏志 木本茂樹、前田百合子 森七奈                                  | 藤井昌宏        | 第3卷        |
| 第23話 |          | 為野外綻放的花朵獻上鎮魂曲 貝比麥格農破壞戰Ⅰ   | 吉野弘幸   | 渡部高志                   | 高島大輔 渡部高志   | 德田賢朗、鶴元慎子 芝田千紗、藤部生馬 上田峰子、山口杏奈 坂本哲也、冷水由紀繪 | 富岡寬          | 原創         |
| 第24話 |          | 為野外綻放的花朵獻上鎮魂曲 貝比麥格農破壞戰Ⅱ   | 吉野弘幸   | 渡部高志                   | 櫻井親良 渡部高志   | 小淵陽介、木本茂樹 佐藤嵩光、前田百合子 淺川翔、 藤井昌宏、山本雅章           | 藤井昌宏        | 原創         |

### 播放電視台
動畫於2015年10月2日在TOKYO MX、MBS、愛知電視台、BS11及AT-X播放。

## 備註
1. ↑  於第3卷第1章／動畫第2話判明機體所屬。

## 外部連結
- 台灣角川中文版第一集介紹 （页面存档备份，存于）（中文）
- 重裝武器S 漫畫介紹（日語）
- 電視動畫官方網站 （页面存档备份，存于）（日語）